# Pittsburgh Lyceum
Pittsburgh Lyceum je bil profesionalni hokejski klub iz Pittsburgha. Deloval je v ligi Western Pennsylvania Hockey League. Po obuditvi lige WPHL za sezono 1908 je bilo določeno, da bosta potrebni dve novi moštvi, da se je lahko liga vrnila nazaj v svoj ligaški sistem štirih ekip. Tistega leta sta se tako ligi pridružila Lyceum in Pittsburgh Pirates. Pittsburgh Lyceum je razpadel 23. decembra 1908, ker je bilo nemogoče računati na postavo igralcev, saj so ti stalno prekinjali svoje pogodbe in se selili drugam. Odločeno je bilo tako, da se liga WPHL po sezoni 1909 ukine in se vrne nazaj k hokeju na lokalni ravni. Klub se je vrnil in igral lokalne tekme po padcu lige. Od leta 1916 do 1920 je klub igral tekme v dvorani Winter Garden at Exposition Hall. 